# 퀵타임
퀵타임(QuickTime)은 애플이 개발한 멀티미디어 프레임워크이며, 디지털 영상, 미디어 클립, 소리, 텍스트, 애니메이션, 음악, 몇 가지 종류의 퀵타임 VR을 다룰 수 있다. 클래식 맥 OS, OS X, 마이크로소프트 윈도우 운영 체제를 지원하며, 아이튠즈, 퀵타임 플레이어를 포함한 소프트웨어 꾸러미에서 필수적인 지원을 제공한다. (사파리와 같은 웹 브라우저의 도움말 응용 프로그램의 역할을 하며 열지 못하는 미디어 파일들을 재생시켜 준다)

## 퀵타임 플레이어
퀵타임은 무료로 배포되며 퀵타임 플레이어 응용 소프트웨어를 포함한다. 퀵타임 프레임워크에 의존하는 다른 종류의 무료 플레이어 응용 프로그램들은 기본 퀵타임 플레이어에서 사용할 수 없는 기능들을 제공한다. 이를테면 다음과 같다.
- 아이튠스는 WAV, AIFF, MP3, AAC, 애플 무손실의 오디오를 내보낼 수 있다.
- OS X에서, 단순한 애플스크립트는 동영상을 전체 화면 방식으로 재생하는 데 쓰일 수 있다. 그러나 퀵타임 플레이어 7.2 버전 이후로 프로 버전이 아닌 경우에라도 전체 화면 보기를 지원한다.

어떠한 응용 프로그램이라도 퀵타임 프레임워크에서 제공하는 기능에 접근하도록 프로그램을 짤 수 있다.
퀵타임 플레이어를 설치하면 윈도우 비스타와 윈도우 7에서 웹 페이지에 임베디드된 MP3파일이 오직 퀵타임 플레이어로만 재생되는 문제가 있으며, 64비트 윈도우에선 컨트롤 모음이 검게 나오는 문제가 계속 보고되고 있지만 아직 해결되지 않고 있다. 컨트롤 모음에 대한 유일한 해결책으로는 윈도우 XP 서비스 팩 모드로 실행하는 방법이 있지만, 이것은 윈도우 비스타와 윈도우 7의 에어로 인터페이스를 꺼버리는 문제가 있다.

## 같이 보기
- Xiph 퀵타임 컴포넌츠